# Viana (Angola)
Viana és un municipi de la província de Luanda, a 18 kilòmetres de la capital Luanda. Té una superfície de 1.344 kilòmetres quadrats i una població de 1.525.711 habitants. Limita al nord amb el municipi de Cacuaco, a l'est amb el d'Ícolo e Bengo, al sud amb el de Quiçama i a l'oest per l'oceà Atlàntic i pels municipis de Samba, Kilamba Kiaxi i Rangel. El municipi fou fundat el 13 de desembre de 1963. També hi ha l'Estádio do Santos, camp de l'equip de futbol Santos Futebol Clube.

## Subdivisions
El municipi de Viana es divideix en les comunes de:
- Viana
- Zango
- Calumbo
- Mbaia

## Transport
Vora del municipi s'està construint el nou aeroport de Luanda, l'Aeroport Internacional d'Angola, per l'empresa xinesa China International Fund. Degut a problemes financers el projecte està en espera.
Viana té una estació en la línia del nord de ferrocarril de Luanda (CFL).
S'ha convertit en un port sec.

## Economia
En Viana, al costat de Luanda, en l'anomenada Zona Econòmica Especial es va posar en funcionament la fàbrica d'electrodomèstics Inovia. La data fou el novembre de 2013.

## Agermanaments
- Osasco